# Neowadotes casabito
Neowadotes casabito is een spinnensoort in de taxonomische indeling van de nachtkaardespinnen (Amaurobiidae).
Het dier behoort tot het geslacht Neowadotes. De wetenschappelijke naam van de soort werd voor het eerst geldig gepubliceerd in 1995 door Alayón.